# サンタレンの聖体の奇跡

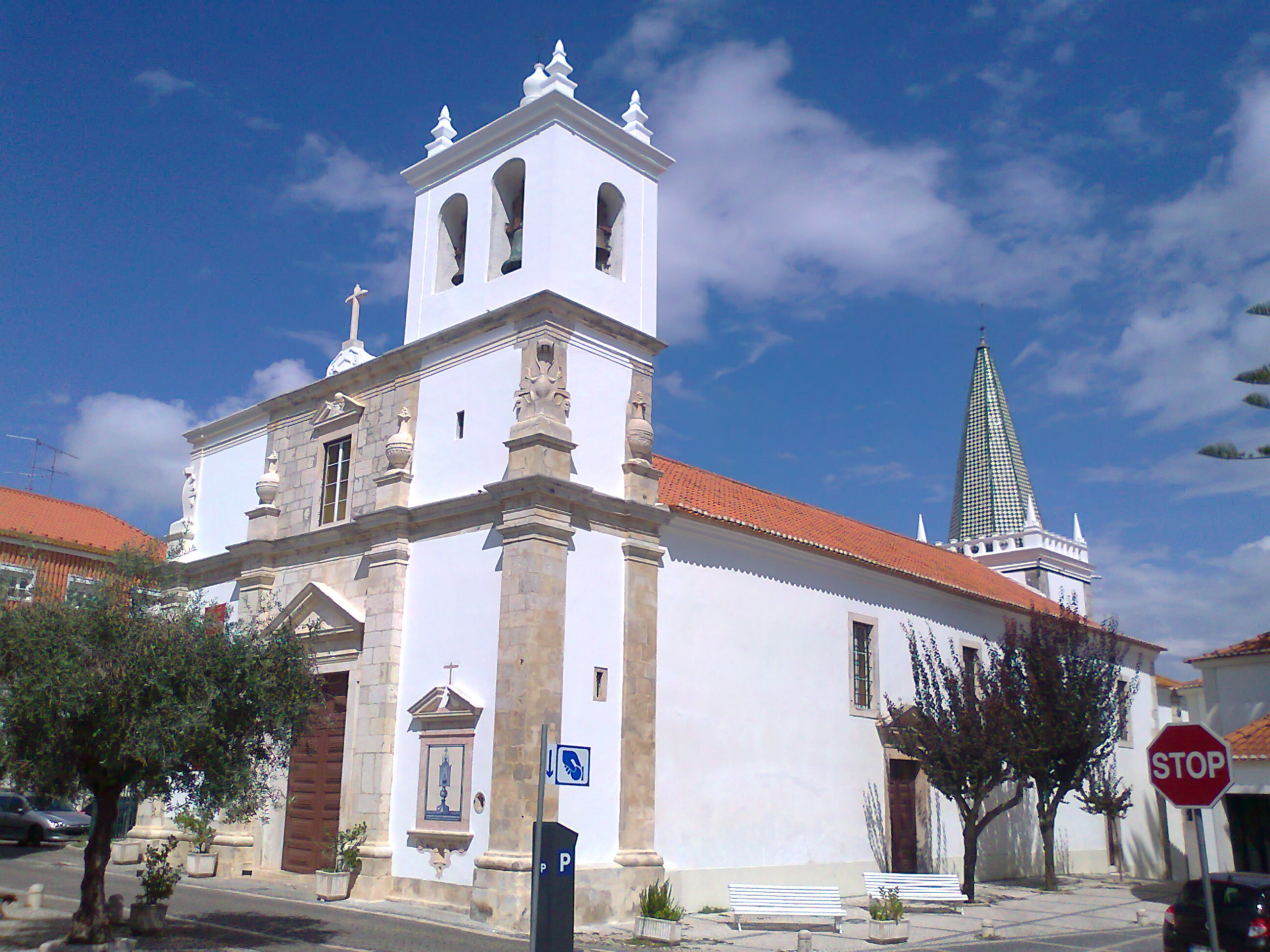
サンタレンの聖ステファノ教会

サンタレンの聖体の奇跡は、1247年にポルトガルのサンタレンで起こったとされる聖体の奇跡の事である。

## 概要
1247年（アルフォンソ4世から委託された文書によると、1266年2月16日）、リバテージュ（リバデルタゴ）の古代ポルトガル地域の中心であるサンタレンの女性が夫の不貞に悩み、その苦しみから解放されたいがために魔術師に相談をした。魔術師は女性に、愛のポーションを準備するために教会から聖別された聖体を持ち帰るように言った。女性は聖ステファノ教会で聖体を受け取りベールに隠した。家に帰ると、聖体は出血し始め、怯えた女性はそれを寝室の引き出しの中に隠した。真夜中に、夫婦は引き出しの閃光によって目覚めた。聖体は光の放出を伴って出血していた。女性は夫にすべてを伝えた。翌日、夫婦は教区司祭にこの現象を知らせた。厳かな行進で教会に戻された聖体は、3日間出血し続けた。
エピソードを伝える元の文書は失われたが、そのコピーは保存されており、1346年にアルフォンソ4世から委託された。この聖体の奇跡に関連して、教皇ピウス4世、聖ピウス5世、グレゴリウス14世、ピウス6世によって贖宥状が与えられた。

## 遺物
聖遺物は、サンタレンの聖ステファノ教会（「最も聖なる奇跡の聖域」とも呼ばれる）に現在も安置されている。何世紀にもわたって、聖遺物は繰り返し血を染み出させている。宣教に赴く前に聖フランシスコ・ザビエルも訪問者の1人である。毎年4月の第2日曜日には、1684年に礼拝堂となった夫婦の家から聖ステファノ教会まで、聖遺物の行列が行われている。